# Luther Blissett
Luther Loide Blissett (Falmouth, 1 februari 1958) is een voormalig betaald voetballer uit Engeland, die speelde als aanvaller gedurende zijn carrière. Hij werd geboren op Jamaica, en speelde clubvoetbal voor onder meer Watford en AC Milan. In 1983 was hij met 27 treffers topscorer van de Engelse Football League First Division. Na zijn actieve loopbaan was hij actief als trainer.

## Interlandcarrière
Blissett speelde veertien keer voor de nationale ploeg van Engeland en scoorde drie keer. Onder leiding van bondscoach Bobby Robson maakte hij zijn debuut op 13 oktober 1982 in de vriendschappelijke wedstrijd tegen West-Duitsland (1-2) in Londen. Hij viel in dat duel na tachtig minuten in voor Cyrille Regis. In zijn tweede officiële interland, op 15 december 1982, scoorde hij drie keer in het EK-kwalificatieduel tegen Luxemburg (9-0). De andere treffers kwamen op naam van Jeannot Moes (eigen doelpunt), Steve Coppell, Tony Woodcock, Mark Chamberlain, Glenn Hoddle en Phil Neal.